# Epanalepsi
L'epanalepsi (del grec ἐπανάληψις, repetició) és la repetició d'una paraula després d'un cert nombre de mots. Està relacionada amb l'epanadiplosi, que és la repetició d'una paraula al principi i al final d'una frase. Per exemple: encara més nit, encara (Pere Gimferrer).